# Poliolophus
Poliolophus is een monotypisch geslacht van zangvogels uit de familie buulbuuls (Pycnonotidae). Er is één soort die is afgesplitst van het geslacht Pycnonotus:
- Poliolophus urostictus  – Geellelbuulbuul